# Matthias Johann von Behr
Matthias Johann von Behr (auch: Matthias Hans von Beehr (u. a.), Pseudonym: Sincerus Veridicus; * 21. Oktober 1685 in Schierensee; † 18. März 1729 in Wien) war ein mecklenburgischer Diplomat und Historiker.

## Familie
Behr entstammte dem mecklenburgischen Zweig, der alten, ursprünglich niedersächsischen, Familie von Behr (Stamm Rügen) und war Sohn eines Kammerjunkers Herzogs Johann Adolf  von Holstein und dessen Frau Caroline Oelgard Hedwig von Ahlefeld. Sein Bruder war der herzoglich mecklenburg-strelitzsche Hofmeister Josias von Behr. 1717 heiratete er die Tochter Friedrich Leopold von Bothmers, Anna Friederika, mit der er sieben Kinder hatte, von denen ihn zwei überlebten.:CXVII

## Leben und Wirken
Er war „vieler“ Sprachen kundig, insbesondere des Französischen, Italienischen und Lateinischen. Schon früh in den „schönen Wissenschaften“, Geschichte und Rechtswissenschaft erzogen, gewann er Fürsprecher in der mecklenburgischen Ritterschaft. Herzog Adolf Friedrich III. Mecklenburg-Strelitz entsandte ihn deshalb 1715 als Deputierten der mecklenburgischen Ritterschaft nach Wien. In dieser Funktion verblieb er 15 Jahre bis zu seinem Tod.:CXVIDas Vertrauen, dass er sich dort erarbeitete, führte zu seiner Ernennung zum Geheimen Rat durch Gustav Samuel von Pfalz-Zweibrücken. Bedeutung erlangte er insbesondere als Verfasser einer achtbändigen Geschichte Mecklenburgs, an der er zwölf Jahre arbeitete, deren Veröffentlichung er aber aufgrund seines frühen Todes nicht mehr erlebte. Das Werk enthält neben der Herrscher- und Verfassungsgeschichte im achten Buch eine Beschreibung einzelner, wichtiger ritterschaftlicher Familien.:CXIV

## Werke

Behr’s Rerum Meclenburgicarum von 1741

- Rerum Mecleburgicarum libri octo quibus post brevem antiqui provinciae sub vandalis status expositionem ea quae sub divo Carolo Magno ac eius successoribus domi forisqvue usque ad obitum Adolphi Friderici ..., 1741 (lat.) (Vorrede Johann Erhard Kapp)
- Acht Bücher der Meklenburgischen Geschichte : Nebst einer Vorrede des Herrn Professors Kapp von den Hülfsmitteln, wodurch Teutschland seine Verdienste in der Geschichte erhöhen könne 1759, 1760 (deutsch, nicht vollst.)
- Vigiliae Bashuysianae, oder Nähere Nachricht von des Herren Proffessoris van Bashuysen Arbeit und Sorge vor das Gymnasium academicum Anhaltinum zu Zerbst, 1723 unter Pseudonym Sincero Veridico